# Sonnagh Bog SAC
Sonnagh Bog SAC este o arie protejată (arie specială de conservare — SAC, sit de importanță comunitară — SCI) din Irlanda întinsă pe o suprafață de 462,05 ha, integral pe uscat.

## Localizare
Centrul sitului Sonnagh Bog SAC este situat la coordonatele 53°07′29″N 8°38′41″W / 53.124587°N 8.644665°V.

## Înființare
Situl Sonnagh Bog SAC a fost declarat sit de importanță comunitară în noiembrie 1997 pentru a proteja 1 specie de animale. Situl a fost protejat și ca arie specială de conservare în decembrie 2019.

## Biodiversitate
Situată în ecoregiunea atlantică, aria protejată conține 1 habitat natural: Turbării de acoperire (* exclusiv pentru turbării active).
La baza desemnării sitului se află o specie protejată de  păsări: becațină comună (Gallinago gallinago).
Pe lângă speciile protejate, pe teritoriul sitului au mai fost identificate 1 specie de păsări, 1 specie de mamifere.